# 이필중 (다이빙 선수)
이필중(1937년 8월 4일~)은 대한민국의 다이빙 선수로, 1960년 하계 올림픽에 참가했다.